# Grande Anello
Il Grande Anello è una struttura a grande scala a forma di anello formata da galassie e ammassi di galassie. Ha un diametro di 1,3 miliardi di anni luce e si trova a 9,2 miliardi di anni luce di distanza. Appare vicino alla costellazione di Boote.
È stato scoperto nel 2024 da Alexia Lopez, una studentessa di dottorato dell'Università del Lancashire Centrale. Lopez ha utilizzato i dati dello Sloan Digital Sky Survey.
Il Grande Anello è la seconda struttura a grande scala di questo tipo ad essere scoperta. La prima, denominata l'"Arco Gigante" è stata scoperta dalla stessa Lopez nel 2021.
La scoperta del Grande Anello ha sollevato nuove domande sulla formazione dell'universo. I cosmologi non sono ancora certi di come si possa essere formata una struttura così grande.